# Ernest Miller
Ernest Clifford Miller (14 de enero de 1964) es un luchador profesional retirado y karateca estadounidense, mayormente famoso por su trabajo en la World Championship Wrestling (WCW) y World Wrestling Entertainment (WWE).

## Carrera
Después de graduarse de la escuela superior, que se graduó en bellas artes en 1998, Miller comenzó a jugar a fútbol americano como linebacker, formando parte del equipo de la universidad estatal de Savannah. Poco después, se inició en el mundo del kárate.

### World Championship Wrestling (1997-2001)
Miller fue contratado por la World Championship Wrestling cuando trabajaba como instructor de kárate de para Garett, el hijo del directivo de WCW Eric Bischoff. Después de que Eric viese la habilidad de Miller, le propuso convertirse en luchador profesional y entrar en su empresa, lo que Miller inicialmente rechazó por motivos de trabajo, pero al final aceptó tras hablar con Booker T y Stevie Ray. Ernest hizo su debut en la empresa durante el evento Slamboree de 1997, saliendo del público para salvar a Glacier de una paliza de manos de Wrath y Mortis. Aunque inicialmente había parecido un simple fan, los comentaristas se dieron cuenta de que se trataba de Ernest "The Cat" Miller, el triple campeón mundial de kárate, y éste se convirtió en el gimmick de Miller en la compañía. Glacier y él formaron equipo y se enfrentaron a Mortis y Wrath, compitiendo contra ellos en un intento infructuoso en Bash at the Beach y venciéndoles luego en Saturday Night. Miller participó también en solitario en World War 3, que fue ganado por Scott Hall, pero poco después él y Glacier tuvieron un enfrentamiento y rompieron el equipo. En febrero de 1998, Miller se volvió heel y adoptó una personalidad mucho más arrogante y basada en la de Muhammad Ali, continuamente jactándose de sus campeonatos y proclamando que podía vencer en dos minutos a todo el que se enfrentara a él. También empezó a bailar al estilo de James Brown para celebrar sus victorias, entrando con capa y zapatos rojos similares a los del artista. Al poco tiempo entró en un feudo menor con Kaz Hayashi, después que el mánager Sonny Onoo traicionara al japonés para aliarse con Miller.
Como el infierno, se jactó de que podía vencer a cualquiera en dos minutos y logró hacerlo en varias ocasiones con su puntapié de trampolín, el Feliner. Fue en este momento cuando Ernest Miller comenzó a usar zapatos rojos en el ring y bailaba como James Brown para celebrar sus victorias.
Mientras Miller era la mayoría del tiempo un infierno, se convirtió en un favorito de los fanáticos y se convirtió en comisionado de la WCW en 2000. Comenzó la historia como un infierno, pero finalmente se convirtió en un favorito de los fanáticos. Más tarde inició una disputa con The Magnificent Seven, un establo Ric Flair durante la compra de WCW de Vince McMahon en marzo de 2001.
Miller también apareció en World Wrestling All-Stars antes de ir a WWE.

### World Wrestling Entertainment (2002-2004)
Bajo el nombre y la historia de Ernest "The Cat" Miller, hizo su primer combate en WWE el 28 de octubre de 2002, y luego comentó sobre  Velocity. Luego comenzó a pelear en la lista de SmackDown!.
Miller en el Royal Rumble match en Royal Rumble 2004, haciendo su entrada con Lamont, pero fue eliminado por Randy Orton y Chris Benoit después de que ellos, junto con Lamont, comenzaron a bailar, sin preocuparse por capitalizar la ventaja que tenía. Cuando Chris Benoit y Orton se levantaron, ambos eliminaron. Miller luego participó en un combate Battle Royal en SmackDown! Para ganar una oportunidad por el título WWE contra el entonces campeón Brock Lesnar en No Way Out, pero perdió el partido. Posteriormente comenzó una breve disputa con  Tajiri después de que Tajiri atacara a Lamont con su marca registrada, Buzzsaw Kick. Después del final de la pelea, Miller fue liberado por la WWE el 10 de febrero de 2004.
En 2012, su vieja canción fue utilizada para la entrada de Brodus Clay, o "Funkasaurus" por George Murdoch. George Murdoch también comenzó a usar su frase, '¿Alguien puede llamar a mi madre?'. Miller tuvo algo que decir sobre la WWE y George Murdoch sobre el reciclaje de su música.

## En lucha
- Movimientos finales
  - Feliner[1][2] (Jumping corkscrew roundhouse kick)
  - Double jump diving roundhouse kick[4]
  - Superkick[1]

- Movimientos de firma
  - Cat's Cradle[1] (Modified cradle pin)
  - Backhand chop
  - Cross armbar
  - High knee strike
  - Ippon seoi nage
  - Kani basami seguido de kneebar
  - Leg trap powerbomb
  - Kneeling Samoan driver
  - Scoop slam
  - Side elbow drop con burlas
  - Split-legged palm strike con burlas
  - Springboard clothesline
  - Springboard stomp al hombro de un oponente de pie
  - Osoto otoshi
  - Varios tipos de kick:
    - Bicycle
    - Drop
    - Enzuigiri
    - High-speed sole
    - Jumping super
    - Múltiples stiff roundhouse al torso del oponente[1]
    - Roundhouse, a veces desde una posición elevada

- Managers
  - Sonny Onoo
  - Mr. Jones
  - Miss Jones
  - Lamont

- Apodos
  - "The Cat"[2]

## Campeonatos y logros

### Kárate
- Campeonato mundial (3 veces)

### Lucha libre profesional
- Pro Wrestling Illustrated
  - Debutante del año (1997)
  - Situado en el N°373 en los PWI 500 de 1997[5]
  - Situado en el N°158 en los PWI 500 de 1998[6]
  - Situado en el N°118 en los PWI 500 de 1999[7]
  - Situado en el N°174 en los PWI 500 de 2000[8]